# (65718) 1993 FL
(65718) 1993 FL ist ein Hauptgürtelasteroid, der am 23. März 1993 von Alan C. Gilmore und Pamela Margaret Kilmartin am Mt John University Observatory in Neuseeland entdeckt wurde.